# Waldwisse
Waldwisse település Franciaországban, Moselle megyében. Lakosainak száma 804 fő (2022. január 1.). Waldwisse Flastroff, Grindorff-Bizing, Launstroff és Rémeling községekkel határos.

## Népesség
A település népessége az elmúlt években az alábbi módon változott:
| Lakosok száma | 795  | 828  | 845  | 824  | 816  | 807  | 812  | 809  | 804  |
|               | 2013 | 2015 | 2016 | 2017 | 2018 | 2019 | 2020 | 2021 | 2022 |